# Canon EOS 650

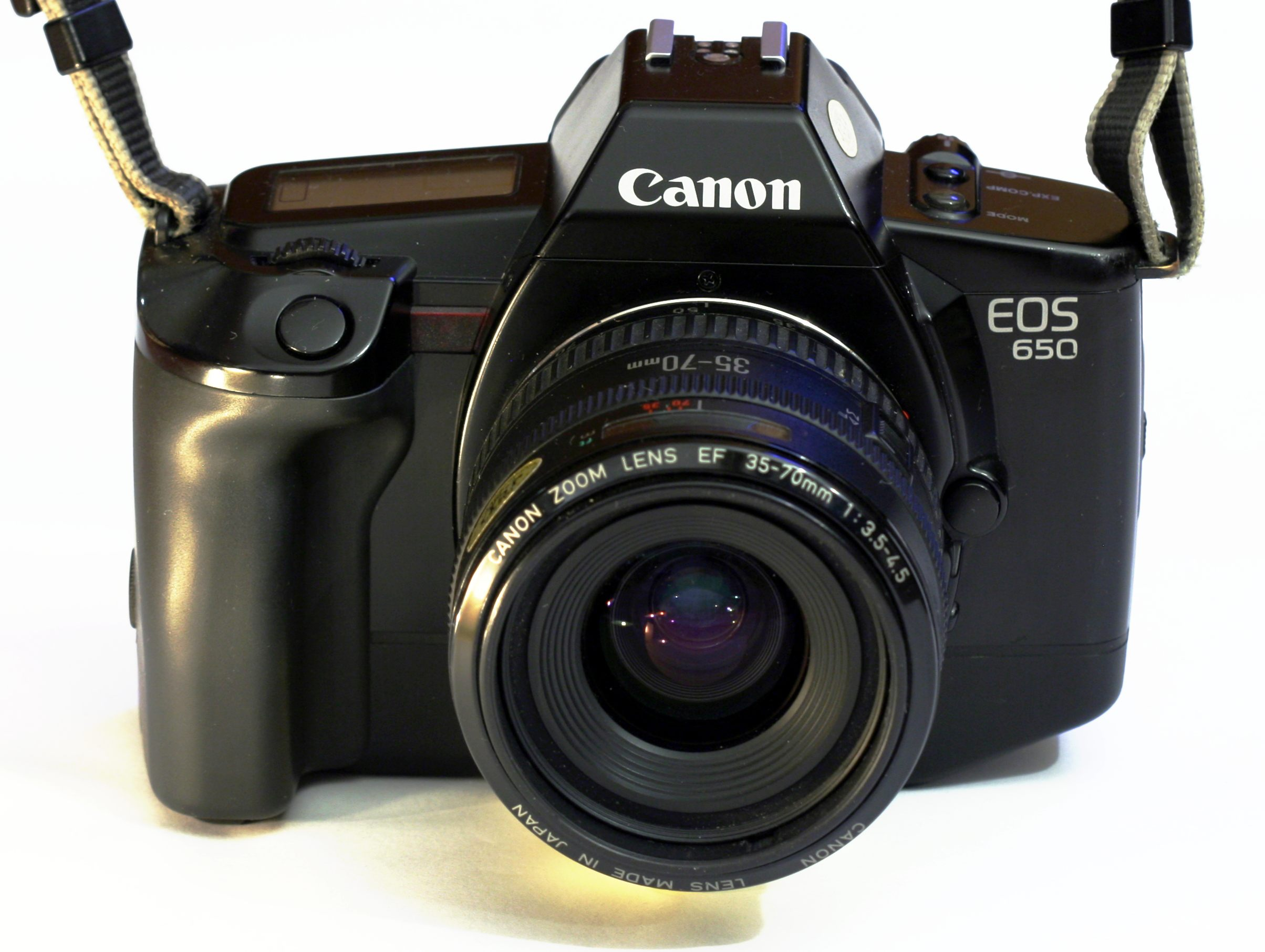
Canon EOS 650

Canon EOS 650 je kinofilmová jednooká zrcadlovka. Na trh byla uvedena v 1. března 1987 u příležitosti 50. výročí společnosti Canon
a vyráběla se až do února 1989.
Jednalo se o první přístroj série EOS, který podporoval objektivy s autofokusem. Systém EOS vyvinul nový systém bajonetu EF, který pro komunikaci mezi objektivem a fotoaparátem používal elektrické signály.